# Zygfryd Kuchta
Zygfryd Kuchta   (Diepholz, 5 de gener de 1944) fou un jugador d'handbol polonès que va competir durant les dècades de 1960 i 1970.
El 1972 va prendre part en els Jocs Olímpics de Múnic, on fou desè en la competició d'handbol. Quatre anys més tard, als Jocs de Mont-real, guanyà la medalla de bronze en la mateixa competició. Entre 1967 i 1976 va jugar 142 partits amb la selecció nacional d'handbol.
Una vegada retirat va exercir d'entrenador, primer a Àustria, i des de 1980 a Polònia. Era l'entrenador de la selecció polonesa que guanyà la medalla de bronze al Campionat del món d'handbol de 1982.